# Cornu (Automobilhersteller)
Paul Cornu war ein französischer Hersteller von Automobilen.

## Unternehmensgeschichte
Paul Cornu gründete das Unternehmen in Lisieux und begann 1905 mit der Produktion von Automobilen. Der Markenname lautete Cornu. 1908 endete die Produktion.

## Fahrzeuge
Das einzige Modell war mit zwei Einzylinder-Einbaumotoren von Buchet ausgestattet. Die Motorleistungen wurden mittels Riemen auf die beiden Hinterräder übertragen. Die Höchstgeschwindigkeit des Fahrzeugs betrug 80 km/h.